# Gwenette Martha
Gwenette Girigorie Martha, couramment appelé Gwenette Martha, né le 7 février 1974 à Curaçao et assassiné le 22 mai 2014 à Amstelveen (Pays-Bas), est un criminel néerlandais spécialisé dans le trafic de drogue de grande envergure et chef d'un réseau de la Mocro Maffia.
Trafiquant de drogue et commanditaire d'un gigantesque réseau criminel opérant en Belgique et aux Pays-Bas, il entre dans une guerre sanglante après s'être allié avec le clan des Tortues en 2012. Ses hommes de confiance Redouan Boutaka et Najeb Bouhbouh sont pour cette raison assassinés par le principal rival Benaouf Adaoui.
Arrêté et incarcéré en 2014, son bras-droit Najib Himmich trahit l'organisation en allant travailler pour Samir Bouyakhrichan, un autre rival opérant en Espagne. S'étant évadé de prison, en ayant l'organisation de Benaouf et celle de Samir Bouyakhrichan à sa recherche, son organisation tombe, avant qu'il ne soit abattu à la kalachnikov à Amstelveen en mai 2014.

## Biographie

### Enfance
Natif des Antilles néerlandaises, à Curaçao, Martha émigre à l'âge de huit ans avec sa mère, son grand frère et sa grande sœur à Amsterdam-Zuid dans le quartier De Pijp. Le père de Martha est alcoolique et frappe sa femme. C'est la raison pour laquelle sa mère a décidé de mener une nouvelle vie aux Pays-Bas. Le jeune antillais est promis à une carrière footballistique. Il intègre le centre de formation de l'Ajax Amsterdam dès son plus jeune âge. Il s'entraîne régulièrement avec ses coéquipiers Mario Melchiot ou encore Nordin Wooter. Passant la majorité de son temps dans le quartier de Maasstraat, il commet des petits faits de délinquance : braquages de bijouteries en dehors d'Amsterdam et des vols à l'étalage.
Le 4 mars 1992, âgé alors de dix-huit ans, il est impliqué dans une bagarre dans une discothèque à Amsterdam avec son frère Giovanni Martha. Confronté à un groupe de Marocains, son frère est assassiné par le criminel Mohammed Chekhchar d'une balle dans le torse. Giovanni décède devant les portes de la discothèque dans les bras de Gwenette Martha. Vincent, un autre jeune originaire de De Pijp, est également blessé. L'auteur est arrêté par la police un mois et demi plus tard à Diemen et condamné à huit ans d'emprisonnement.

### Débuts dans le milieu criminel
Par des braquages et du trafic de cocaïne, Gwenette Martha finit par former son propre petit groupe criminel dans le quartier. Najeb Bouhbouh, son ami d'enfance fait également partie du groupe. Dès la fondation du groupe, Martha est vite arrêté par la justice et est condamné à dix-huit mois de prison. Il est incarcéré dans la prison d'Almere et apprend à connaître plusieurs grands noms avec qui il lie des nouveaux contacts. Lors de sa sortie de prison, plusieurs groupes se sont déjà formés à Amsterdam. Houssine Ait Soussan est ce jeune criminel sans réelle expérience qui s'ajoute dans le groupe de Martha. Houssine est un ami de Martha avec qui il jouait souvent au futsal.
Dans les années 1990', Ton van Dalen et Ronald van Essen génèrent des centaines de millions d'euros grâce au trafic de pilules XTC. Lorsque ces deux criminels sont arrêtés, Gwenette Martha en profite et reprend le trafic. Dans la fin des années 1990, Gwenette Martha est à la tête du coffeeshop Marimba à De Pijp. Pendant que Martha s'occupe des pilules, ses autres membres du groupe établissent des contacts avec des cartels de Colombie et se spécialisent dans le trafic de cocaïne. Martha entretient une bonne relation avec le baron de drogue britannique Robert Dawes.
Le 14 octobre 2003, âgé alors de 29 ans, Mohammed Chekhchar, l'assassin de son grand frère est assassiné dans un coffeeshop à Amsterdam-West. Gwenette Martha tenait absolument à venger son frère abattu en 1992. Clyde Lewis, un ami d'enfance de Martha serait l'homme qui aurait perpétré l'assassinat. Lors du tournoi K1 World Grand Prix à Yokohama en 2006, le kick-boxeur Badr Hari fait son entrée sur le ring sous un t-shirt où il est inscrit : « Gwenette forever ». Badr Hari ne cache pas sa belle relation qu'il entretenait avec Gwenette Martha.
En 2007, Gwenette Martha est poursuivi pour 18 kilos de cocaïne interceptés à destination de l'Angleterre et une agression envers une femme. Il finit par être condamné à une peine de sept ans de prison. En mai 2008, il s'évade de la prison de Heerhugowaard à l'aide d'un commando. Il s'enfuit au Maroc et devient introuvable. La justice néerlandaise soupçonne Martha de se trouver dans le domicile de Houssine Ait Soussan au Maroc. Après certains mois passés au Maroc, il retourne en Europe et voyage à Anvers. En Belgique, il est inséparable avec son homme de confiance et son ami d'enfance Najeb Bouhbouh. Chaque semaine, Martha se rend avec Bouhbouh dans les discothèques d'Anvers : NOXX, Club 4 ou encore le Carré. Le 28 octobre 2009, Martha est passager d'un véhicule conduite par un Marocain connu sous le surnom ''Zonnepit'', ils sont arrêtés par la police belge après avoir brûlé un feu rouge à Deurne. La police belge reconnait Gwenette Martha et l'arrêtent. Martha rentre de nouveau en prison en 2009.

### L'organisation Martha pendant la purge (2009-2013)
Le 4 août 2010, son ami d'enfance Clyde de Jezus, qui a vengé son frère en assassinant Mohammed Chekhchar en 2003, est abattu à Amsterdam. Pendant que Martha purge, le 10 novembre 2010, Houssine Ait Soussan et Najeb Bouhbouh reprennent le groupe entre les mains dans une chicha à Amsterdam-Zuid. Bouhbouh est le seul homme de confiance de Martha. Ait Soussan est l'adjoint de l'organisation, organisant les assassinats et kidnappings, pendant que Bouhbouh se charge des cargaisons livrées au Port d'Anvers et au Port de Rotterdam. Lorsque Bouhbouh apprend que Houssine Ait Soussan a repris les lignes sans autorisations, les deux hommes entrent dans une sorte de conflit. Le 7 novembre 2011, Houssine Ait Soussan se désinscrit des administrations communaux comme motif : émigration.
En fin 2011, Najeb Bouhbouh tient seul l'organisation de Gwenette Martha pendant que Houssine Ait Soussan a quitté les Pays-Bas. Lorsque Ait Soussan disparaît d'Amsterdam, les membres de l'organisation Martha le soupçonnent d'être au Maroc, en Thaïlande ou en Amérique du Sud pour établir ses propres lignes. Le Criminele Inlichtingen Eenheid (Unité secrète des criminels) est au courant qu'il existe une dispute dans l'organisation de Martha. Dans une réunion tenue, un agent déclare que la raison de la dispute est le vol d'une grande somme d'argent de Houssine Ait Soussan pendant que Martha purgeait. Houssine Ait Soussan est désormais dans la liste noire de Martha. Le Marocain a déjà tout vendu aux Pays-Bas et habite désormais à Marrakech au Maroc.
Pendant que Gwenette Martha est emprisonné, il donne le rôle à Najib Himmich de reprendre l'organisation en main. Redouan Boutaka et Najeb Bouhbouh, qui sont des membres de l'organisation de Gwenette Martha, sont forcés par Benaouf Adaoui de quitter le clan de Martha. À la suite d'un désaccord, ils sont assassinés à Anvers par Rida Bennajem en 2012. Gwenette Martha, en direct de prison apprend la nouvelle. À la suite de la mort de son meilleur ami Najeb Bouhbouh, Gwenette Martha est chamboulé et décide de se convertir à l'islam. Gwenette Martha a grandi et s'entoure des Marocains depuis son enfance, ce qui lui a poussé à faire ce choix de vie. Son entourage s'aperçoit vite que Martha fait ses cinq prières par jour, ne boit plus d'alcool, ne mange plus de porc et devient radical contre la cigarette et la drogue.
Après ces assassinats, Gwenette Martha sort de prison en août 2012. Gwenette Martha se venge deux mois plus tard en envoyant Anouar Benhadi, Adil Abouchdak et Hamza B. en mission pour assassiner Benaouf dans le quartier de Staatsliedenbuurt à Amsterdam. Une fois sur place, la fusillade éclate. Deux Marocains au nom de Saïd El Yazidi et Youssef Lkhorf décèdent, pendant que Benaouf parvient à prendre la fuite à pied. Les membres de l'organisation de Martha prennent la fuite, en échangeant des tirs contre la police qui poursuivait les trois auteurs.
En fin septembre 2012, Gwenette Martha est au bord de son véhicule à Amsterdam-Nord quand soudain, il remarque une Volkswagen Polo qui le poursuit sans cesse. Lorsqu'il note la plaque d'immatriculation via son rétroviseur, il accélère et prend la fuite via l'autoroute A10. Quelques heures plus tard, Gwenette pense qu'il s'agit des enquêteurs envoyés par l'état. Quelques jours plus tard, lorsqu'il est à l'arrêt dans un feu rouge, il remarque à nouveau la même voiture avec la même plaque d'immatriculation. Lorsque le feu est vert, Martha mets le clignotants droit. La Volkswagen Polo va à gauche, avant qu'ils se recroisent à nouveau dans quelques rues. C'est la dernière fois que Martha croisera la voiture.
Le 24 octobre 2012, Gwenette Martha reçoit une lettre devant son domicile. Sur la lettre est écrit : "Cher Martha, je dois te dire quelque chose de très important. Il s'agit de ta sécurité. Si tu veux, appel moi sur ce numéro", suivi du numéro de l'anonyme. Lorsque Gwenette Martha prend contact avec l'anonyme, il s'agit d'un fonctionnaire des services secrets néerlandais, expliquant à Martha qu'il figure sur une liste noire. Gwenette Martha refuse d'aller en discussion avec l'individu. La seule précaution que prend Martha, est l'achat d'un gilet pare-balles qu'il porte à chaque fois qu'il sort de son domicile, muni d'un calibre dans sa ceinture.
Le 31 octobre 2012, les membres de son organisation mettent rapidement Gwenette Martha en contact avec Inchomar, un jeune tueur à gages prêt à passer le cap pour gagner des fortunes. Lorsque Martha se rend au rendez-vous avec le jeune, énormément de patrouilles tournent dans le quartier, avec la présence de plusieurs caméras de surveillance. Une fois qu'ils trouvent un endroit discret, la police débarque, reconnaissent Martha et soupçonnent les deux hommes d'une préparation d'assassinat sur Benaouf Adaoui. Lorsque la police lui reprochent cela, Martha dit ne rien comprendre et à n'avoir aucun rapport avec cela. Lors d'un contrôle approfondi, ils retrouvent sur Martha une arme ainsi que le papier dans lequel est noté la plaque d'immatriculation de la Volkswagen Polo. Lorsque la police enquête sur cette voiture, ils s'aperçoivent qu'il s'agit d'une voiture louée par un membre connu de la justice qui loue des voitures pour Benaouf. Le domicile de Martha est perquisitionné. La police retrouve plusieurs armes de guerres et Martha doit à nouveau être condamné.
Le 2 avril 2013, Gwenette Martha est transféré dans le centre fermée de Vught. Il est régulièrement mis sous écoute par la justice.
Le 11 juin 2013, après plusieurs procès, le juge révèle dans le tribunal qu'il existe une guerre criminelle opposant le groupe 'Benaouf' au groupe 'Gwenette Martha'. Martha nie tout conflit et dit n'avoir aucun rapport avec ce milieu et n'ayant jamais vu le visage d'un Benaouf, à part dans un article vu au journal. Les messages PGP dans le BlackBerry de Martha n'arrivent pas à être déchiffrés par le Nederlands Forensisch Instituut (FNI), les messages sont pour cette raison envoyés dans un centre d'informatique aux États-Unis. Trois complices de Gwenette Martha, présents lors de ce procès sont libérés. Gwenette Martha reste emprisonné à cause des armes retrouvées dans son domicile.
En juillet 2013, Gwenette Martha se prépare à son premier Ramadan, depuis sa conversion à l'islam. A ce moment, Martha se trouve encore derrière les barreaux, jusqu'à que son avocat parvient à le mettre en liberté. Lors de sa libération, Martha reste discret et se présente chaque semaine au bureau de police.
Le 17 août 2013, Inchomar Balentien, le nouvel arrivant dans l'organisation de Martha, est victime d'une tentative d'assassinat. Il survit malgré seize tirs de kalashnikov. Il est amputé d'une main à l'hôpital.
Le 17 décembre 2013, Gwenette Martha échappe à une tentative d'assassinat. Lorsque le tireur encagoulé essaye d'abattre Martha, son arme ne tire pas. Le tireur agresse alors violemment Martha, le blessant à la jambe. Lorsque le tireur prend la fuite, Martha se rend au commissariat le plus proche. Il explique qu'il vient de survivre à une tentative d'assassinat. Son avocat Nico Meijering se rend directement sur place. La police explique à Martha qu'il pourrait être protégé à son domicile seulement s'il dit de qui il s'agissait. Martha explique que le tireur était encagoulé, mais qu'il est certain qu'il s'agit d'un Marocain. Son avocat conseille à Martha de retourner en prison pour une meilleure sécurité, mais le Curacien refuse.
Le 31 janvier 2014, il est le coordinateur de l'assassinat sur le kick-boxeur néerlando-marocain Tarik El Idrissi au nord d'Amsterdam ;
Le 20 février 2014, Alex Gillis est assassiné par l'organisation de Gwenette Martha à Zaandam. Ce dernier a tenté plusieurs fois d'assassiner Gwenette Martha. Massod Amin Hosseini est le tueur à gage passé à l'action : 
Le 27 mars 2014, Gwenette Martha loge à Amsterdam-Nord et se rend régulièrement à la salle de sport, toujours accompagné des frères Farid et Karim. Lors d'un contrôle de police, Martha est arrêté sur le siège passager au bord d'une BMW appartenant à Farid. Lors d'une fouille approfondie, la police découvre deux pistolets chargés. Lorsque la police demande à qui appartient ces armes, Farid et Karim disent qu'elles leur appartient. La police remets en doute l'aveu, pensant qu'ils font le nécessaire pour couvrir Gwenette Martha. Martha finit par retourner en prison. Deux mois plus tard, il est libéré.

## Assassinat (mai 2014)
Le 22 mai 2014, Gwenette Martha, ne portant pas de gilet pare-balles et n'étant pas armé, est assassiné de plus de 80 balles de kalachnikov à Amstelveen. Lors de cet assassinat, son avocat Nico Meijering et Chahid Yakhlaf sont également présents et n'ont pas été blessés. Les tireurs prennent la fuite au bord d'une BMW.
Gwenette Martha est enterré dans un cimetière au Curaçao. Aucune personne n'est arrêtée mais l'organisation de Samir Bouyakhrichan est soupçonnée d'être derrière l'assassinat. Le membre de Martha, Chahid Yakhlaf serait l'homme qui aurait trahis son organisation en donnant l'adresse de la localisation de Martha le soir du 22 mai 2014, au commanditaire de l'assassinat en échange d'une énorme somme d'argent allant à plusieurs millions d'euros.

### Après la mort de Gwenette Martha (2014-2018)
À la suite de l'assassinat de Gwenette Martha, Najib Himmich prend le contrôle de l'organisation. Profitant de l'assassinat de Martha, il trahit les membres et s'installe en Espagne pour intégrer les rangs de l'entrepreneur milliardaire Samir Bouyakhrichan dans la Costa del Sol. À la suite de cela, les membres de Martha planifient un attentat contre cette organisation en collaboration avec Naoufal Fassih.
- Le 13 juillet 2014, Stefan Eggermont est assassiné par l'organisation Gwenette Martha. La réelle cible était Omar Lkhorf, frère de Youssef Lkhorf assassiné en 2012 à Staatsliedenbuurt à Amsterdam. Omar Lkhorf et l'individu assassiné conduisaient la même voiture dans le même endroit ;
- Le 18 août 2014, Derkaoui 'Pirki', qui est l'un des principaux commanditaires de la fusillade de Staatsliedenbuurt en 2012 sous ordres de Gwenette Martha, est assassiné à Amsterdam.
- Le 29 août 2014, Samir Bouyakhrichan est assassiné et Najib Himmich est porté disparu depuis septembre 2014. Il est présumé mort aux Pays-Bas ;

- Le 3 septembre 2014, Massod Amin Hosseini est assassiné au bord de sa voiture pour avoir défendu Gwenette Martha dans l'assassinat d'Alex Gillis ;

- Le 8 décembre 2014, Luana Luz Xavier, femme de Najib "Ziggy" Himmich, est assassinée par les membres de Gwenette Martha[10] ;

- Le 2 mars 2015, Marchano Pocorni est assassiné par l'organisation de Gwenette Martha à Paramaribo, en Suriname. Marchano Pocorni et Rida Bennajem étaient les tireurs qui ont abattu Najeb Bouhbouh à Anvers en 2012[11].

- Le 17 janvier 2018, Anass El Ajjoudi, homme ayant préparé un grand nombre d'assassinats contre le camp de Gwenette Martha, est abattu à Amsterdam[12].

## Vie privée
Converti à l'islam, il s'exprime en néerlandais, en anglais et parle couramment l'arabe marocain. Il est entouré de trafiquants marocains aux Pays-Bas, et l'un d'eux lui propose d'épouser une cousine du Maroc originaire des montagnes de Chefchaouen. Gwenette Martha se marie au Maroc et suit la procédure légale pour faire venir son épouse aux Pays-Bas. Le couple a un enfant.
Le commissaire de la police d'Amsterdam, Pieter-Jaap Aalbersberg, a révélé le mercredi 28 mai 2014 dans l'émission ''Het Verhoor'', que Gwenette Martha gagnait au minimum 200.000 euros par semaine.